# Pine Mountain Club
Pine Mountain Club is een plaats (census-designated place) in de Amerikaanse staat Californië en valt bestuurlijk gezien onder Kern County.

## Demografie
Bij de volkstelling in 2000 werd het aantal inwoners vastgesteld op 1600.

## Geografie
Volgens het United States Census Bureau beslaat de plaats een oppervlakte van
43,9 km², waarvan 43,9 km² land.

## Plaatsen in de nabije omgeving
De onderstaande figuur toont nabijgelegen plaatsen in een straal van 40 km rond Pine Mountain Club.